# Avery Brooks

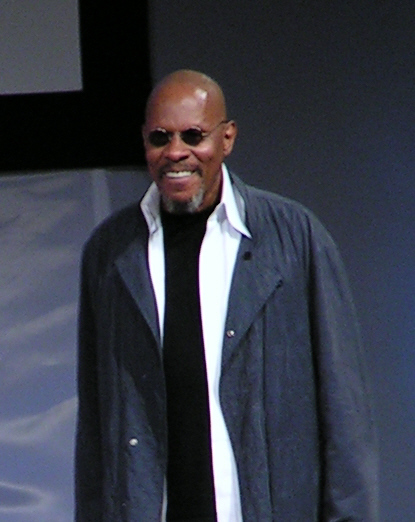

Avery Brooks (Evansville, Indiana, 2 de outubro de 1948) é um ator norte-americano.
Um de seus papéis de maior destaque foi o do Capitão Benjamin Sisko, oficial comandante da estação espacial Deep Space Nine, na telessérie Star Trek: Deep Space Nine.
Brooks foi o primeiro afro-americano a obter um mestrado (MFA) em interpretação e direção da Rutgers University, em Nova Jersey, de onde é atualmente professor de artes teatrais.
Anteriormente ao seu papel de Benjamin Sisko, Brooks atuou em teatro e televisão; nesta última, um de seus papéis mais conhecidos é o de Hawk ("Falcão"), nas telesséries Spenser: For Hire e A Man Called Hawk, da década de 1980. Brooks também atuou no filme American History X, como Dr. Bob Sweeney, um diretor de colegial.